# Mike Windischmann
Michael Windischmann (Núremberg, Alemania, 6 de diciembre de 1965) es un ex futbolista estadounidense que jugó como defensa.

## Selección nacional
Windischmann representó a su país internacionalmente a nivel juvenil.
Jugó por la selección de Estados Unidos en 50 partidos disputados y fue el capitán del equipo en la Copa Mundial de Fútbol de 1990 realizada en Italia.
También disputó la Copa Mundial de Futsal de la FIFA en 1989 y 1992 con la selección de Estados Unidos.

### Participaciones en Copas del Mundo
| Mundial                        | Sede   | Resultado    |
| ------------------------------ | ------ | ------------ |
| Copa Mundial de Fútbol de 1990 | Italia | Primera fase |

## Clubes
| Club               | País           | Año         |
| ------------------ | -------------- | ----------- |
| Brooklyn Italians  | Estados Unidos | 1986–1988   |
| Los Angeles Lazers | Estados Unidos | 1988 - 1989 |
| Albany Capitals    | Estados Unidos | 1989–1990   |